# Dulce Pontes
Dulce José da Silva Pontes (Montijo, 8 de abril de 1969) es una cantante y compositora de fado portugués conocida artísticamente como Dulce Pontes.
A Dulce Pontes se la considera como una artista de la world music. Su actividad artística contribuyó al renacimiento del fado en los años noventa del siglo pasado. Pontes se distingue por su voz versátil, dramática y con calidez emotiva, compone algunos de los temas de su repertorio. Ha actuado junto a artistas como Ennio Morricone, Giorgos Dalaras, Andrea Bocelli y José Carreras.

## Trayectoria artística
En su niñez estudió música en el Conservatorio de Lisboa donde aprendió a tocar el piano. Estudió danza contemporánea entre los siete y los diecisiete años de edad. En 1988 fue seleccionada para actuar en la Comedia Musical Enfim sós siguiendo con Quem tramou o Comendador, en el Teatro María Matos, como actriz, cantante y bailarina.
En 1990 la invitaron a formar parte del espectáculo Licença para jogar en el Casino de Estoril. Ganó popularidad entre el público portugués a través del programa de televisión Regresso ao passado.
En 1991 venció en el Festival RTP de la Canción y representó a Portugal en el Festival de la Canción de Eurovisión, donde cantó "Lusitana paixão". Alcanzó el octavo lugar entre los veintidós países participantes, una de las mejores puntuaciones portuguesas en este certamen. Ese mismo año participó en el Festival OTI, celebrado en Acapulco, donde logró clasificarse para la final, en la que quedó 5.ª con el tema "Ao sul da América".
En 1992 grabó su primer álbum, Lusitana. Contenía principalmente canciones pop, que pronto superaría. En 1993, publica su segundo disco: Lágrimas, fado heterodoxo, mezclándolo con ritmos e instrumentos modernos, buscando nuevas formas expresivas musicales. Enriquecía los ritmos ibéricos con sonidos y motivos inspirados por la tradición arábica y balcánica, principalmente búlgara. Su versión de "Povo que lavas no rio", de Amália Rodrigues era de todo menos clásica. Pero Lágrimas tenía también músicas tradicionales, fados clásicos grabados en vivo, en estudio y cantados con rigor con todas las exigencias canónicas. El mayor éxito de Lágrimas fue otro clásico: "Canção do mar", que en Brasil fue utilizada como tema de abertura de una adaptación de la novela As pupilas do senhor reitor, de Júlio Dinis, en telenovela. Interpretado por Pontes, este tema fue uno de los mayores éxitos de la canción portuguesa. "Canção do mar" interpretada por Pontes forma parte también de la banda sonora de la película americana Las dos caras de la verdad (título inglés - Primal Fear), protagonizada por Richard Gere y Edward Norton. En 1995 lanzó el álbum A brisa do coração, un álbum grabado en directo durante un concierto que tuvo lugar en el Coliseo de Oporto el 6 de mayo de ese año.
El siguiente disco, Caminhos, en 1996, contenía temas clásicos como "Fado português", "Gaivota" e "Mãe preta", así como composiciones originales. La crítica consideró el disco más maduro y mejor que Lágrimas. Los arreglos eran más armoniosos y menos radicales. Este disco consolidó la posición de Dulce Pontes como una gran fadista, pero también dio a entender que nunca sería solamente una fadista. Dulce estaba interesada en ser una artista versátil, heterogénea, que no duda en traspasar las fronteras de varios géneros musicales. 
El disco O primeiro canto fue lanzado en 1999. La crítica lo consideró el mejor, y también el más ambicioso y difícil en la carrera de Dulce. En O primeiro canto, Dulce introduce elementos del jazz (el álbum cuenta con la colaboración de Maria João) y opta por la sonoridad acústica. Da una nueva vida a antiguas tradiciones musicales de la península ibérica, (llegando a interpretar una canción en mirandés) y redescubre melodías e instrumentos ya olvidados. Se publicó una edición especial de este disco con tres pistas adicionales: una versión en español de "Pátio dos amores", el célebre tango de Astor Piazzolla "Balada para un loco", y un tema compuesto por Dulce, "A minha barquinha".
En 2002 se publica el disco Best of. En 2003 llega Focus, fruto de la colaboración de Dulce con Ennio Morricone. Pontes cantó algunos de los clásicos del compositor, pero el disco contiene también composiciones originales, creadas por el Maestro especialmente para la voz de Pontes. Grabado en Italia y destinado tanto al público portugués como al internacional, Focus contiene temas cantados en portugués, inglés, español e italiano.
El disco O coração tem três portas fue editado en 2006 y fue presentado en el Coliseo de Elvas. Producido íntegramente por Dulce Pontes, está compuesto por 2 CD y un DVD, donde fado, el folclore/música popular portuguesa y la música de inspiración medieval galaico-portuguesa versus Fado de Coimbra. Totalmente acústico, fue grabado en vivo por cinco continentes, en la Iglesia de Santa María de Óbidos y en el Convento de Cristo de Tomar. El DVD incluye un concierto grabado en Estambul y el making of de las grabaciones efectuadas en los monumentos.
En 2009 publicó Momentos, una antología de grabaciones en vivo como la interpretación de Todos somos um junto a José Carreras y nuevas versiones de algunas de sus canciones. Dulce Pontes, en colaboración con José Carreras, protagonizó la apertura oficial de la elección de las "Nuevas 7 Maravillas del Mundo" con el tema "One World" (Todos somos uno), de su autoría.
A lo largo de su carrera, Dulce Pontes ha colaborado con varios artistas internacionales, como Cesária Évora, Caetano Veloso, Marisa Monte, Estrella Morente, Carlos Núñez, la banda celta The Chieftains, Giorgos Delaras y el artista vasco Kepa Junkera. Compuso el dueto para Elefthería Arvanitáki (el fruto de esta colaboración se encuentra en el disco de la artista griega titulado Ekpompi). El dueto con el artista angoleño Waldemar Bastos ("A velha chica") constituyó uno de los grandes momentos del álbum O primeiro canto.
En 2015 lleva a cabo su gira Puertos de abrigo, antes de la publicación en 2017 de su disco Peregrinação, que contiene temas en portugués y en castellano donde canta sobre el Concierto de Aranjuez del maestro Joaquín Rodrigo, adapta textos de Fernando Pessoa, reivindica Grândola, Vila Morena de José Afonso y transita por La leyenda del tiempo de Camarón de la Isla.
En 2022 Dulce Pontes publica su disco Perfil, en el que la cantante regresa a sus raíces, a los artistas y las historias que la inspiran.

## Discografía

### Álbumes
- Lusitana (CD, Edisom, 1992)
- Lágrimas (CD, Movieplay, 1993)
- A brisa do coração - Ao Vivo No Coliseu do Porto (2CD, Movieplay, 1995)
- Caminhos (CD, Movieplay, 1996)
- O primeiro canto (CD, Universal, 1999)
- Best Of (Recopilatorio, Movieplay, 2002)
- Focus (CD, Universal, 2003) (com Ennio Morricone)
- O coração tem três portas (2CD + DVD, ZM, 2006) en el Coliseo de Elvas.
- Momentos (2CD, Farol Música, 2009)
- Peregrinação (2CD, 2017)
- Perfil (2022)

### Sencillos
- "Tell Me" (sencillo, 1991)

### Colaboraciones
- Carlos Guilherme - "Quando o Coração Chora"
- Paulo de Carvalho (1994) - "Pomba Branca"
- Carlos Núñez (1996) - "Lela"
- Adelaide Ferreira (1998) - "Papel Principal"
- Kepa Junkera (1998) - "Sodade" / "Maitia nun Zirá"
- Andrea Bocelli (1999) - "O Mare E Tu"
- Renzo Arbore (1999) - "La luna nova"
- Uxía (2000) - "A Rula"
- Elefthería Arvanitáki (2001) - "Fotia kai hioni"
- Daniela Mercury (2003) - "Milagre do Povo"
- Janita Salomé (2003) - "Senhora do Almortão"
- Stefanos Korkolis (2004) - "Havana" / "Por esse mar"
- Giorgos Dalaras (2005) - ""Live at the Herodium (Atenas)
- Ennio Morricone (2005) - DVD Arena di Verona
- Luis Pastor (2006) - "Lluvia de mayo"
- Carlos Núñez (2007) - "Quero ir ao mar"
- Terra d'Água (2007) - "Utopia" / "Coro da primavera"
- Señora Carmen (2007) - "É mentira"
- Varias artistas portuguesas (2008) - "Woman"
- Kepa Junkera (2008) - "Loriak Udan"
- Christopher Tin (2009) - "Se é p'ra vir que venha"
- Daniel Casares (2018) - "Peregrinação"